# Нешо Мустакерски (шахматист)
Нешо Мустакерски е български шахматист, двукратен световен шампион на Международния комитет за тих шах (МКТШ), гросмайстор на МКТШ от 1970 г. (международен майстор от 1965 г.), майстор на спорта от 1972 г.

## Биография
Роден през 1935 г. в София. Отрано остава без слух, но това не му пречи да се развива и усъвършенства като пълноценен
гражданин. Започва да се занимава с шахмат, изучава шахматната теория, участва в състезания.

## Спортна кариера
Участва в представителния национален тим на България в първенства и шампионати организирани от Международния комитет за тих шах за хора с увреден слух.
След 1966 г. е привлечен в първия състав на „Левски Спартак“ и участва с успех в републиканските отборни първенства.
През 1976 г. е награден с медал „За спортна слава“ от ЦС на БСФС, с което става първият глух спортист носител на този награда.

### Републиканско първенство на глухите
| Година | Класиране  | Точки         | Дъска |
| 1964   | --то място | 8 т. (от 12)  |       |
| 1966   | -во място  | 5,5 т. (от 6) |       |
| 1974   | -во място  | 5 т. (от 7)   | VI    |

### Световно индивидуално първенство на МКТШ (за мъже)
| Година | Организатор | Издание | Класиране  | Точки          |
| 1968   | Будапеща    | IV      | -ро място  | 4,5 т. (от 7)  |
| 1972   | Лайпциг     | V       | -во място  | 5,5 т. (от 7)  |
| 1976   | Билбао      | VI      | -во място  | 9,5 т. (от 11) |
| 1980   | Амстердам   | VII     | 4-то място | 5,5 т. (от 9)  |

### Световен отборен шампионат на МКТШ
| Година | Организатор | Издание | Класиране | Дъска | Точки             | Състав                                                         |
| 1962   | Варна       | IV      | -ро място |       | 14,5 т. (5 рунда) | Е. Лулчев – Н. Мустакерски – А. Недев – Б. Яцев – К. Б. Петков |
| 1970   | Турку       | VІ      | -во място | II    | 23,5 т. (9 рунда) | Е. Лулчев – Н. Мустакерски – А. Недев – Б. Яцев – К. Йорданов  |
| 1974   | Фредерика   | VІІ     | -во място | I     | 23 т. (9 рунда)   | Н. Мустакерски – Б. Яцев – Ц. Пешев – К. Борисов               |
| 1978   | Оберстдорф  | VIII    | -то място |       | 21 т. (9 рунда)   | Н. Мустакерски – Б. Яцев – Ц. Пешев – К. Борисов               |

### Европейска купа
| Година | Организатор | Издание | Класиране  | Точки           | Състав                                                  |
| 1981   | Векшьо      | V       | 4-то място | 11 т. (5 рунда) | Н. Мустакерски – P. Ischter – О. Грозданов – Л. Стайков |